# Jana Šišajová
Jana Šišajová (ur. 1 lutego 1985 w Kieżmarku) – słowacka saneczkarka, dwukrotna uczestniczka zimowych igrzysk olimpijskich.
W latach 2006 i 2010 wystąpiła w olimpijskiej rywalizacji jedynek kobiet w saneczkarstwie. W Turynie była 22., a w Vancouver zajęła 27. miejsce. 
Czterokrotnie uczestniczyła w saneczkarskich mistrzostwach świata. W 2005 roku w Park City i dwa lata później w Igls zajęła 27. miejsce, w 2008 roku w Oberhofie była 21., a w 2009 roku w Lake Placid została sklasyfikowana na 24. miejscu. Czterokrotnie wystartowała również w mistrzostwach Europy – w 2004 roku była 15., w 2006 roku 20., w 2008 roku 16., a w 2010 roku 18. W Pucharze Świata najwyższe miejsce w klasyfikacji generalnej osiągnęła w sezonie 2007/2008, kiedy zajęła 21. miejsce.